# Asucamicina
Asucamicina é um policétido que é um membro da família de antibióticos manumicina e apresenta forte ação antibacteriana, antifúngica, atividades antineoplásicas e potencial antitumor. É isolado a partir da bactéria Streptomyces nodosus subespécie asukaensis.
Nessa bactéria, quatro conjunto de genes, asuA-D, governam a formação e arranjo dos blocos moleculares de construção da molécula de asucamicina: um núcleo ácido 3-amino-4-hidroxibenzoico, um anel cicloexano, duas cadeias trieno policétido e  uma moiety 2-amino-3-hidroxiciclopent-2-enona para formar o intermediário protoasucamicina.
Foi considerado como sendo um possível metabólito derivado a partir do ácido 3-dehidroquínico na via do xiquimato em Streptomyces nodosus.

Mostra com a alisamicina similaridades estruturais, especialmente a ligação dupla na terminação em ciclohexila.